# رولا دشتی
رولا عبدالله دشتی (عربی: رولا عبدالله علي حاجيه دشتي؛ زاده ۱۹۶۴ میلادی) فرزند عبدالله، سیاستمدار و اقتصاددان کویتی ایرانی‌تبار (  منطقه دشتی  در استان بوشهر   ) است. وی از اعضای شورای عالی برنامه‌ریزی کویت و دبیر اجرایی کمیسیون اجتماعی و اقتصادی سازمان ملل در غرب آسیا است. وی دارای دکترای پویایی‌شناسی جمعیت به ترتیب از دانشگاه جان هاپکینز (JHU) در شهر بالتیمور آمریکا می‌باشد و طی سال‌های ۲۰۱۲ تا ۲۰۱۴ میلادی نیز به عنوان وزیر برنامه‌ریزی و توسعه و وزیر مشاور در امور پارلمانی کشور کویت فعالیت کرده‌است. در زمینه دفاع از حقوق زنان و برابری زن و مرد نیز دارای فعالیت است.